# Dienstführender Unteroffizier
Der Dienstführende Unteroffizier (DfUO), im Soldatenjargon wie der bundesdeutsche Kompaniefeldwebel auch „Spieß“ oder „Mutter der Kompanie“ genannt, ist in Österreich der Leiter des Inneren Dienstes einer Einheit (Kompanie, Batterie, Staffel) und traditionell der ranghöchste Unteroffizier seiner Einheit.
Dienstabzeichen ist ein, mit der Spitze nach oben weisender, Doppelwinkel aus Silberborte; das Abzeichen wird auf beiden Unterärmeln getragen, in der Höhe des Ärmelaufschlags. Der Doppelwinkel ähnelt jenem des US-amerikanischen Corporals oder dem zu Zeiten der Gemeinsamen Armee verwendeten Abzeichen der langdienenden Unteroffiziere.